# Technion

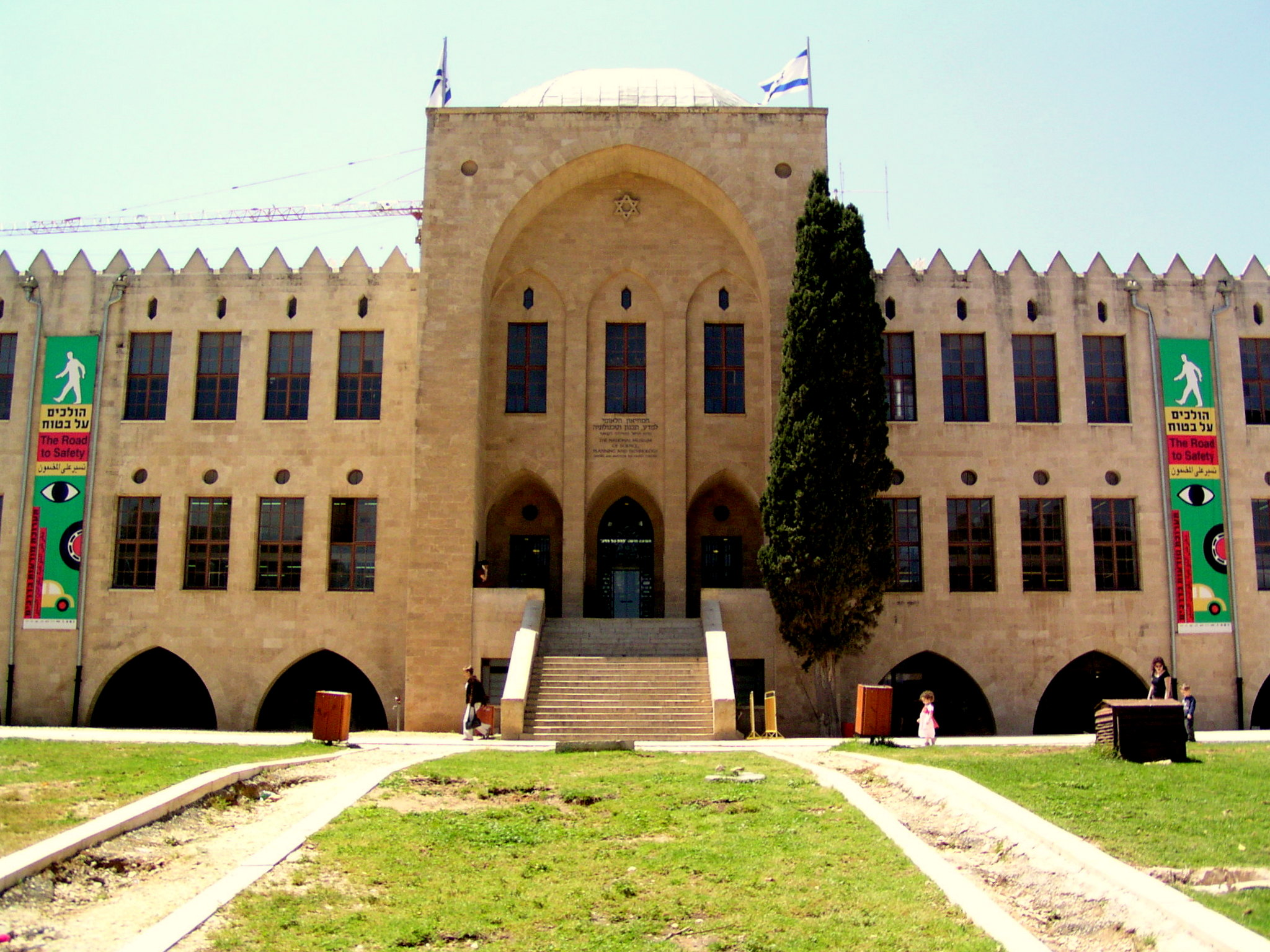
El histórico primer edificio del Technion, hoy Museo Nacional de Ciencia, Tecnología y Espacio.

El Technion - Instituto Tecnológico de Israel está ubicado en Haifa (Israel) y es el principal y más antiguo instituto científico y tecnológico israelí.
Fundado en 1912 en Haifa bajo el Imperio otomano, antes de la fundación del moderno Estado de Israel, su primer curso tuvo lugar en  1924; el Technion ha sido desde sus comienzos un importante y activo líder en el desarrollo y establecimiento de Israel. Fue instituido con un foco en ciencias físicas, ingeniería y arquitectura, pero se ha convertido también en una de las mejores facultades de Medicina a nivel mundial, presumiendo de más premios Nobel en medicina que cualquier otra escuela médica del mundo.
La facultad de Ingeniería Eléctrica, la escuela más grande del Technion, fue clasificada entre los 10 mejores departamentos de Ingeniería Eléctrica del mundo, y sus facultades de Ingeniería/Tecnología y Ciencias de la Computación fueron catalogadas entre las 40 mejores del mundo.

## Historia
Después de algunos años de intensas actividades pioneras, con la profunda participación del profesor Albert Einstein el Technion abre sus puertas en 1924, convirtiéndose en la primera universidad moderna del Estado de Israel (a pesar de que este aún no existía).
La primera clase de graduados consistió en 16 estudiantes de las áreas de Ingeniería Civil y Arquitectura. Tras un serio debate, el idioma hebreo fue elegido como lengua para la instrucción, en lugar del alemán (tomado en cuenta debido a la gran cantidad de hablantes entre sus profesores).
En la década de 1930 el instituto absorbió una gran cantidad de estudiantes judíos y renombrados graduados de Polonia, Alemania y Austria debido al aumento en el antisemitismo que se daba en Europa y del ascenso del nazismo al poder. A finales de la década la demanda de población con títulos técnicos aumentó. La población estudiantil sobrepasaba los 400 estudiantes y la universidad se expande abriendo la Facultad de Ingeniería Industrial, once laboratorios y una escuela náutica.
En los años que preceden a la Independencia de Israel, el Technion se convirtió en un activo centro y fuente para las tecnologías de defensa, cruciales para el joven estado judío. En 1948 el Technion celebró, con 680 estudiantes, la Declaración de independencia de Israel.
El Estado en desarrollo creó nuevas demandas que fueron suplidas gracias a una larga variedad de ambiciosos proyectos como la creación del Departamento de Ingeniería Aeronáutica en 1949 que llevó a la fundación de importantes y exitosas industrias aeronáuticas y al desarrollo de una irreemplazable fuerza aérea. En la década de los cuarenta fueron establecidas las facultades de Ingeniería Eléctrica (1948) e Ingeniería Mecánica (1948).
La década de 1950 fue una era de expansión para el Technion. Hacia 1951 ya contaba el instituto con 966 pupilos. Previendo la falta de espacio el primer primer ministro israelí David Ben-Gurión eligió una parcela de 300 acres sobre el monte Carmelo para el nuevo campus del Technion. Se fundaron numerosas facultades como las de Ingeniería Aeroespacial (1953), Ingeniería en Agricultura (1953), Ingeniería química (1954), Química (1958), el Departamento de Humanidades y Artes (1958), Ingeniería Industrial y Dirección (1958).
En la década de 1960 el Technion abrió sus puertas a cientos de estudiantes de África y Asia. Logros de miembros del Technion proveen asistencia tecnológica a países en todo el mundo, muchas veces bajo el auspicio de las Naciones Unidas.
En 1969 se creó la Facultad de Medicina, una de las pocas escuelas de medicina del mundo asociadas con un instituto de tecnología. En es misma década se fundaron la facultad de Matemática (1960), la facultad de Física (1960), la facultad de Ingeniería en Alimentación y Biotecnología (1962), el Departamento de Educación en Ciencia y Tecnología (1965), la facultad de Ingeniería en Materiales (1967), el Departamento de Ingeniería Biomédica (1969), la facultad de Medicina (1969) y la Facultad de Ciencias de la Computación(1969).
En la década de 1970 Israel quedó marcado por extremos: el trauma de la guerra de Yom Kipur y el optimismo y esperanza del acuerdo de paz con Egipto.
A pesar de los cambios el Technion se mantiene al frente de las actividades tecnológicas del país, produciendo tecnología de defensa y planeando investigaciones cooperativas regionales en temas como la desalinización y la energía nuclear.
En 1971 se fundó la Facultad de Biología y el Instituto Samuel Neaman para Estudios Avanzados en Ciencia y Tecnología.
En la década de 1980 las investigaciones llevadas a cabo en el Technion abrieron horizontes a la rápida expansión de las industrias de alta tecnología israelíes. Desde el nacimiento de la fibra óptica y el desarrollo de la optoelectrónica los graduados del Technion se mantienen al frente de las innovaciones tecnológicas.
En esta década la reputación de excelencia del Technion se vio reforzada a nivel mundial gracias a fructuosas investigaciones en varios campos, como la energía nuclear, programas de ingeniería marina y trabajos pioneros en la ingeniería robótica industrial.
A principios de la década de 1990 una masiva inmigración desde la ex Unión Soviética aumentó el alumnado de 9000 a 10500. Se fundaron centros multidisciplinarios de excelencia, se desarrollaron nuevos programas académicos y se lanzó un masivo proyecto de expansión del campus incluyendo la construcción del Centro Taub de Ciencia y Tecnología que contiene la Facultad de Ciencias en Computación más grande de occidente.

En 1998 el Technion lanzó exitosamente el "Gurwin TechSat II", un microsatélite, convirtiendo al Technion en una de las cinco únicas universidades del mundo en lanzar un satélite cuyo diseño, construcción y lanzamiento le pertenecen.

## Facultades
- Facultad de Ingeniería Aeroespacial, Technion
- Facultad de Arquitectura y Planeamento Urbano, Technion
- Facultad de Biología, Technion
- Facultad de Ingeniería Biomédica, Technion
- Facultad de Biotecnología e Ingeniería en Alimentos, Technion
- Facultad de Ingeniería Química, Technion
- Facultad de Química, Technion
- Facultad de Ingeniería Civil y Medioambiental, Technion
- Facultad de Ciencias de la Computación, Technion
- Facultad de Educación en Tecnología y Ciencia, Technion
- Facultad de Ingeniería Eléctrica, Technion
- Facultad de Humanidades y Artes, Technion
- Facultad de Ingeniería Industrial y Dirección, Technion
- Facultad de Ingeniería en Materiales, Technion
- Facultad de Matemática, Technion
- Facultad de Ingeniería Mecánica, Technion
- Facultad de Medicina, Technion
- Facultad de Física, Technion

## Datos del Technion
- Campus: 1,325,000 metros cuadrados
- Área cubierta: 444,237 metros cuadrados
- Edificios: 85
- Número de camas para estudiantes: 4061
- Facultades: 18

## Estadísticas estudiantiles
Población estudiantil en 2011
- Estudiantes de Grado: 9,564
- Estudiantes de Masters: 2,351
- Estudiantes de Doctorados: 934
- TOTAL: 12,849

## Alumnos notables
Graduados del Technion se ha estimado que constituyen más del 70 por ciento de los fundadores y gerentes de empresas de alta tecnología en Israel. 68 por ciento de las compañías del Nasdaq israelíes fueron fundadas y / o están dirigidas por graduados del Technion, y el 74 por ciento de los gerentes de las industrias electrónicas de Israel mantenga Technion grados<ref> Technion (ed.). «Datos rápidos». Archivado desde el original el 25 de febrero de 2021. Consultado el 12 de enero de 2012.</ ref> En el libro,Archivado el 25 de febrero de 2021 en Wayback Machine., Shlomo Maital, Amnón Frenkel y Ilana Debare documentan en startups.html nación Technion la contribución de los estudiantes Technion en la construcción del estado moderno de Israel.
- Shai Agassi - IT empresario, exmiembro del comité ejecutivo de la SAP AG y fundador de la Better Place
- Saúl Amarel - un pionero en el inteligencia artificial
- Ron Arad - Fuerza Aérea oficial de sistemas de armas; clasificado como desaparecido en acción desde 1986
- Itzhak Bentov - inventor y autor
- Andrei Broder - Captcha desarrollador, Vicepresidente de Yahoo!, exvicepresidente de la AltaVista
- Yaron Brook - presidente y director ejecutivo de la Ayn Rand Institute
- Moti Bodek (1961) - Arquitecto
- Yona Friedman (1923) - Arquitecto
- Yossi Bruto - Medical innovador y emprendedor; miembro fundador de Rainbow Medical
- Andi Gutmans - autor de PHP y cofundador de Zend Technologies
- Abraham H. Haddad - equipo
- RAM Karmi (1931) - Arquitecto
- Shaul Ladany - récord mundial de retención de marchador, Bergen-Belsen sobreviviente, Monaco Munich Massacre sobreviviente, Profesor de Ingeniería Industrial
- Uzi Landau - político, Ministro de Turismo
- Daniel M. Lewin - cofundador y CTO de Akamai, titular de dos grados Technion, asesinado al resistirse al secuestro de American Airlines Vuelo en la 11 de septiembre los ataques contra los Estados Unidos.
- Blacks Oxman - arquitecto y diseñador que enseña en el MIT, conocido por su trabajo en [el diseño ambiental []] y [morfogénesis [digitales]].
- Dadi Perlmutter - Director de Producto de Intel
- Yossi Vardi - Por más de 40 años que ha fundado y ayudado a construir más de 60 empresas de alta tecnología en una variedad de industrias, incluyendo el software, energía, internet, móvil, electro-óptico y la tecnología del agua.
- Arieh Warshel - sustancia química conocida en el desarrollo de modelos multiescala para sistemas químicos complejos y el ganador del 2013 Premio Nobel de Química.